# Frida Escobedo
Frida Escobedo (Cidade do México, 1979) é uma arquiteta mexicana. Em 2018, ela se tornou a arquiteta mais jovem a trabalhar no Serpentine Gallery Pavilion de Londres. Seu escritório realizou obras em edifícios como La Tallera, em Cuernavaca, e intervenções artísticas, como o Museu El Eco, na Cidade do México, ou o Museu Victoria and Albert, em Londres.

## Trajetoria acadêmica
Frida estudou arquitetura na Universidade Iberoamericana e fez mestrado em arte, desenho e e domínio público, na Graduate School of Design em Harvard. Desde 2007, ela dá aulas na Universidad Iberoamericana. Ela participou como juri de banca da Harvard Graduate School of Design e do Boston Architectural College nos Estados Unidos e do Instituto Tecnológico e de Estudos Superiores de Monterrey no México.

## Carreira

### Primeiros anos
Junto com Alejandro Alarcón, ele fundou o escritório Perro Rojo em 2003, sendo uma de suas obras mais reconhecidas a "Casa Negra", que foi projetada em total liberdade para uma única pessoa com um desejo de viver cercado pela natureza. A estrutura, de blocos montados em quatro tubos, se eleva no terreno, ficando os ambientes no interior. O design é complementado por uma grande janela, para ter visibilidade total da Cidade do México, gerando a sensação de estar dentro de uma grande câmera fotográfica.

### Trabalho independente
Desde 2006, trabalha de forma independente e equilibra cada uma de suas múltiplas facetas projetuais, desde habitações mínimas a pavilhões e instalações museográficas.
Ela sempre promoveu o trabalho colaborativo, além de aproveitar e explorar o potencial de propostas populares e valores ornamentais, baseado em processos de reapreciação do local, Frida realizou trabalhos onde a pureza dos materiais, a explosão de cor, texturas e a expressão do próprio espaço, contribuem para o já mencionado processo de significação arquitetônica, onde para exaltar a modernidade se faz uso do local e artesanal. Um exemplo disso é o Hotel Boca Chica, em Acapulco, projetado em conjunto com José Rojas.
A intervenção do pátio do Museu Experimental El Eco, criado na década de 1950 por Mathias Goeritz , aposta na reconfiguração espacial de múltiplos planos não estáticos, gerando diferentes tipos de cenários, para reuniões, palestras e apresentações. Esse foi o seu primeiro trabalho solo, abrindo possibilidade para horizontes mais complexos e amplos. No momento da inauguração da intervenção no El Eco, Herzog & de Meuron - em um projeto chamado "Ordos 100 Models", feito com Ai Weiwei - convidaram Frida para projetar uma casa para pessoas da Mongólia.
Em 2010 ela recebe sua primeira grande obra pública, a restauração de La Tallera de Siqueiros. Este edifício, de valor simbólico inestimável, foi criado em 1965 por David Alfaro Siqueiros, adaptando elementos às necessidades de sua produção pictórica em larga escala. Foi também a casa dele nos últimos nove anos da sua vida, na cidade de Cuernavaca, próxima a capital mexicana.
O projeto se destaca pelo cuidado com os recursos, pela sustentabilidade ecológica e pelo uso da luz por entre as celosias, unindo assim dois dos conceitos que caracterizaram seu trabalho, a modernidade ambientalista paradigmática e a construção tradicional mexicana. Outro de seus sucessos foi abrir o pátio do museu para uma praça adjacente, girando uma série de murais de sua posição original, alcançando um espaço público que acentua o espaço do museu, reconhecendo este último não como o tradicional cubo branco. Este trabalho foi considerado inovador por um grupo de especialistas do London Design Museum,
Após a criação de uma Praça Cívica na Trienal de Arquitetura de Lisboa, durante a celebração do Ano México-Reino Unido de 2015, Escobedo foi eleito por um júri de especialistas do Museu Victoria and Albert, para intervir na fonte do Jardim John Madejsky, onde ele conceituou o encontro de duas culturas milenares através de um trabalho intitulado "Sabes que no puedes reconocerte tan bien como en un reflejo". Nesta proposta, articulava a retícula do lago Tenochtitlán, gerando tanto apropriação, quanto uma visão nostálgica em relação ao passado, e olhando para o futuro, através das camadas de identidade cultural.
A Serpentine Gallery escolheu Frida Escobedo como responsável pelo projeto de 2018 do Pavilhão, sendo ela a primeira mexicana e a arquiteta mais jovem a trabalhar neste que é um evento anual famoso no mundo da arquitetura.

## Obras
- 2003 - Casa Negra (em colaboração com Alejandro Alarcón), Cidade do México
- 2006 - Restauração no Hotel Boca Chica (em colaboração com José Rojas), Acapulco , México
- 2008 - Projeto Ordos 100
- 2010 - Pavilhão no Museo Experimental el Eco , Cidade do México
- 2012 - Restauração de La Tallera, Cuernavaca
- 2013 - Plaza Cívica, Lisboa
- 2015 - Instalação no Museu Victoria and Albert
- 2017 - Exposição na Arthur Ross Architecture Gallery, Universidade Columbia, Nova Iorque
- 2018 - Serpentine Gallery Pavilion

## Prêmios e prêmios
- 2004 - Bolsa de Jovens Criadores do Fundo Nacional para a Cultura e as Artes do México
- 2009 - Vencedora do Young Architects Forum, parte da Architectural Association of New York.
- 2010 - Bolsa de estudos Marcelo Zambrano
- 2013 - Indicado para o Prêmio Arc Vision para Mulheres
- 2012 - Seu trabalho foi apresentado no Pavilhão Mexicano da Bienal de Arquitetura de Veneza, no Mission Cultural Center for Latino Arts, em São Francisco, e na Storefront for Art and Architecture .
- 2012 - Finalista do programa Rolex Mentor e Protégé Arts Initiative .
- 2016 - Premio de Arquitetura Emergente, Architectural Review [11]